# Arata
Arata es una localidad del Departamento Trenel, al noreste de la provincia de La Pampa, Argentina.

## Ubicación
Arata está situada a 216 metros sobre el nivel del mar, y al margen del ramar del Ferrocarril Oeste a 687 km de la estación Once de la Capital Federal y ubicada en el extremo norte del lote XII, lote D, sección 1° Departamento Trenel, formando parte del ramal que une Metileo (La Pampa) con Arizona (San Luis). Tiene estaciones vecinas a Trenel al este y a Calefú al oeste.

## Población
Según el Censo Nacional de Población del año 1947 el núcleo urbano de Arata contaba con 404 habitantes. Más de medio siglo después y según las cifras del Censo Nacional de Población llevado a cabo el año 2011, se determinó que el total de población que residía en la jurisdicción de Arata alcanzaba a la cantidad de 1202 habitantes, de las cuales, 974 estaban nucleadas en el centro urbanizado y las 228 personas restantes estaban localizadas en el área rural.
Contó con 1,026 habitantes (Indec, 2010), lo que representó un incremento del 5,3% frente a los 974 habitantes (Indec, 2001) del censo anterior.
El censo nacional 2022 arrojó 1199 habitantes y 631 viviendas.
| Gráfica de evolución demográfica de Arata entre 1947 y 2022 |
|                                                             |
| Fuente: censos nacionales del INDEC                         |

## Orígenes
Finalizada la Conquista del Desierto en 1879 comienza el conocimiento, la valorización y posterior colonización de La Pampa. Las tierras que el gobierno nacional había podido vender en grandes fracciones a personas y empresas, comenzaron a subdividirse y a arrendarse. En 1905, don Antonio Devoto, italiano de origen pero argentino de corazón, adquirió la South American Land Company Limited S.A. De capitales angloamericanos, el inmenso latifundio de 363.364 hectáreas y en 1906, Devoto constituyó la sociedad anónima "Estancias y Colonias Trenel" y concibió el vasto proyecto de colonizar estas tierras, plan que cumplió sin tropiezos.
La tierra fue subdividida y arrendada a empresarios subarrendadores y el ferrocarril llegó a esta zona propicia para el desenvolvimiento agro-ganadero. De esta forma van a surgir numerosos pueblos como Trenel, Metileo, Monte nievas, Arata, Calefú, Eduardo Castex.

### Fundación
Su fundación fue gestada el 1° de julio de 1911, día en que fue inaugurada la estación de ferrocarril bajo el nombre de Nahincó. Historia de contenido similar al de casi todos los pueblos del norte pampeano.

### Toponimia
La existencia de otra estación denominada Naicó hizo, para evitar confusiones, que se cambiara el nombre, consagrándose el actual de Arata, por un Decreto del Poder Ejecutivo Nacional, fechado en octubre de 1911 homenajeando al célebre médico y químico Pedro Narciso Arata.

## Instituciones

### Correo
En el año 1914 se crea la Estafeta de correo que atendía el jefe de estación, la primera de las estafetas de correo fue Amelia Fernández de Bergonzi.
La reemplazan en esta tarea Pedro Nievas Norverto y Riesgo, Alesso, y Legoborgo, Gregorio Lucero y Pilar Fernández.
En marzo de 1935 y por iniciativa de la Agencia Escolar n.° 612, se creó la agencia habilitada Kk10 de ahorro postal.
El 21 de septiembre de 1942 la Estafeta de correo fue elevada a la categoría de "Oficina Postal". Su primer encargado fue Alberto Antonelli.
El 19 de marzo de 1914 se inaugura el telégrafo Nacional en la Oficina Postal de Arata. A partir de entonces se contó con el servicio de cartero a cargo del señor Pedro Rafaelli.
Desde el 28 de abril de 1984 la oficina de correo comienza a funcionar en el edificio actual sito en el bulevar Belgrano.

### Subcomisaría
La llegada del tren trajo consigo gente nueva ya sea para trabajar definitivamente o temporalmente.
Muchos de estos viajeros estaban lejos de entender las reglas de comportamiento social y que la violencia no es una forma de comunicación civilizada.
La presencia de sujetos indeseables hacía insegura la vida de los habitantes de Arata y es así que la comisaría de Trenel se compromete a enviar un efectivo policial los días en los que pasaba el tren, ya que durante el transcurso de los mismos era cuando más afluencia de extraños había.
Si las rebeldías no eran demasiado graves, los apresaban y los ataban al tronco de un árbol ubicado en la estación de Ferrocarril durante algunas horas. Si las faltas eran serias usaban un vagón como calabozo.
En enero de 1914 se creó en esta localidad un Destacamento de Policía. Este edificio construido con barro y paja en la intersección de Belgrano y Rivadavia. En 1931 la Comisión de Fomento alquila un local para que funcione el Destacamento de Policía y estaba ubicado sobre la calle Rivadavia, al lado de la actual cancha de bochas.
Por resolución, el 18 de junio de 1935 se eleva a la categoría de Sub-comisaría y 2 años después se construye el edificio actual.

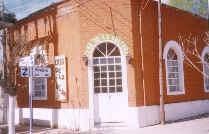
Casa de la cultura

### Casa de la Cultura
El 7 de noviembre de 1992, nace la "Casa Municipal de la Cultura", gracias a la colaboración permanente de nuestra comunidad y el aporte de distintas autoridades, el edificio de la ex usina eléctrica, el cual se remodeló conservando su valor histórico, la estructura, el cielo raso y las aberturas originales como así también sus farolas.

### Biblioteca

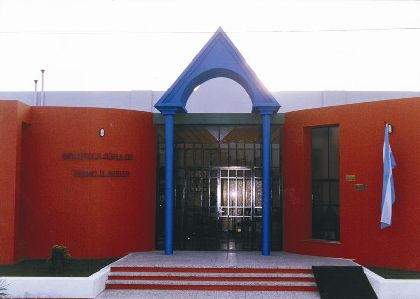
Biblioteca municipal

Fundada el 16 de agosto de 1931, gracias a una convocatoria realizada por Don Ángel Norverto Tellez de Meneses.
En su comienzo funcionó en un aula de la Escuela n.° 94, y fue ocupando muchos espacios a lo largo de los años hasta establecerse en el edificio que hoy la identifica.
Nació con el nombre de Biblioteca Popular Sarmiento, pero como parte de los festejos del 25° aniversario de Arata se le cambió el nombre al que hoy lleva dado que en el país eran muchas las denominadas bajo el nombre del maestro sanjuanino.
En sus primeros años de vida se realizaron actividades importantes tales como: incremento permanente de material, compra de folletos y revistas, compra de los diarios La Prensa y La Nación de los Domingos, adquisición de un proyector y de un mimeógrafo, veladas teatrales, conferencias, proyección de películas solicitadas por catálogo a la casa de Max Gluklman de Buenos Aires.
Alrededor de 1934 fue considerada entre las 12 mejores bibliotecas del territorio.
El incremento del materia bibliográfico, la videoteca, la mapoteca, la hemeroteca y el servicio de Internet representan el espíritu funcional y de crecimiento, como así también tener como destinatarios a los diferentes sectores de las sociedad.
La biblioteca en la actualidad es un importante Centro Cultural donde el objetivo fundamental es promover, presentar, generar y difundir actividades artísticas, creativas y educativas que apuntan a diferentes edades.

### Club Rivadavia

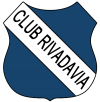

El primer club deportivo que se constituyó en la localidad se denominó "Los Caldenes" y no se tiene la fecha precisa de su fundación. Se estima que fue en el año 1919, con una duración breve, para ser luego reemplazado por el "Club Atlético Arata".
Este duró hasta 1927; tuvo campañas exitosas y un desenvolvimiento muy activo, ya sea en lo deportivo como en lo social.
Durante todo su período concitó el esfuerzo y los mejores entusiasmos de la juventud aratense. Luego cayó en la Actividad y en 1929 se reorganiza, pero con otra denominación: "Club Social Deportivo Arata".
Después de un comienzo provisorio tuvo la misma suerte.
Arribamos a 1936, la inactividad social y deportiva en el radio era absoluta. Los jóvenes de entonces intentaron reorganizar un club sobre la base de tres entidades aparentemente existentes: social y deportivo, de bochas y recreativo y el club social. La incomprensión de ciertas personas que hubieran podido construir o hacer posible el intento frustró la iniciativa. Entonces, un grupo de personas se desentiende del primitivo propósito y habla de las bases de una nueva entidad, esto como resultado de una reunión que se realizó el 23 de octubre de 1936. Se nombra una junta provisoria, la que tiene la misión de redactar los Estatutos y proponer todo lo concerniente a la organización de la nueva entidad, integrada por José Audisio, Santiago Careggio, Domingo Escande y José Goicochea.
Se realizan todos los trabajos que se le ha encomendado y del proyecto de Estatuto que se somete a consideración de una asamblea surge el nombre de "Club Rivadavia" y los colores celestes y blancos que la referida junta propone en virtud a un acuerdo que se arribó en sus deliberaciones. La asamblea que se realizó en noviembre del mismo año, en el local que hoy ocupa la cooperativa, le prestó su aprobación y así nace una entidad que posteriormente tendría una trayectoria exitosa en la localidad.
En 1930 se compra el terreno que hoy ocupa el campo de deportes y desde ese momento da comienzo a la construcción de lo que sería en futuro su salón de fiestas.

### Escuela n.° 94 "Ángel Norverto Tellez de Menses"

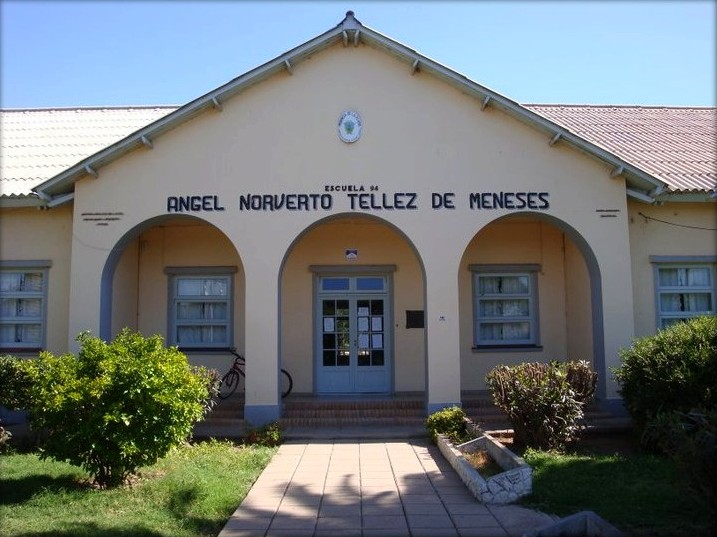
Escuela n.° 94

Previo a la llegada del ferrocarril, se afincaron en la zona del Norte de La Pampa, en un lugar que en origen se llamó Naicó -y luego Arata-, algunas familias en las que se notaba el acento extranjero en el habla. Ellas habían traído sus retoños, que necesitaban instruirse, dando origen a un personaje singular: "el maestro de chacra".
De este modo nació la escuela nacional N.º 98, creada el 11 de julio de 1917. Siendo su primer director Ludovico Brudagli, abriéndose el registro de inscripción y siendo inaugurada oficialmente el 12 de agosto de 1971.